# Polo衫

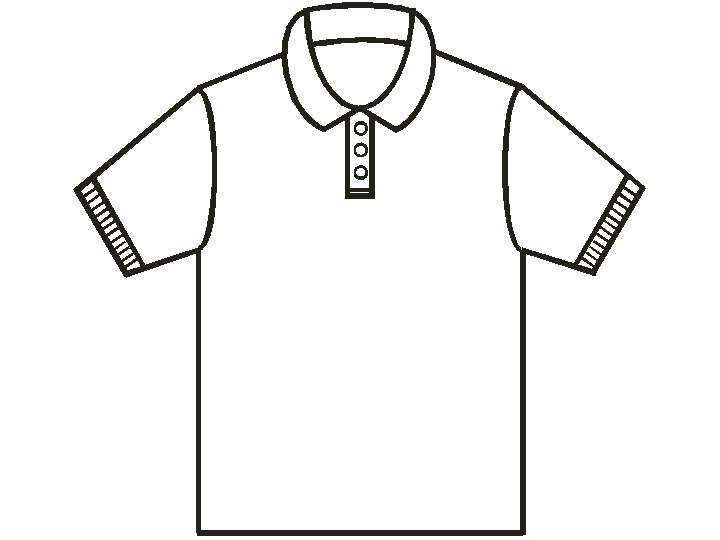
馬球衫

Polo衫（Polo shirt、網球衫、高爾夫球衫），直譯為馬球衫，音译为保罗衫，通常是短袖，衣领中央垂直的开襟有两三颗衣扣，胸前有时有口袋。它起源於1859年的印度，但當代的设计已经不同。
當代最知名的馬球衫設計起源於網球界。19到20世纪初，打网球通常穿“tennis whites”，由长袖纽扣衬衫、领带、法兰绒长裤组成。。因打網球時揮動球拍上半身會不斷扭轉，曾獲得大滿貫賽7次單打冠軍及3次雙打冠軍的勒内·拉科斯特（René Lacoste）深感不便。以不用紮進褲子裡為前提，他做出了後長、前短，且側邊有一小截開口的下擺，在坐下時也能避免一般T恤因前擺過長而皺起來的情況。於1926年首次穿著，1927年加入了鱷魚標誌，1933年退役後，自創品牌拉科斯特販售此款式的衣服。

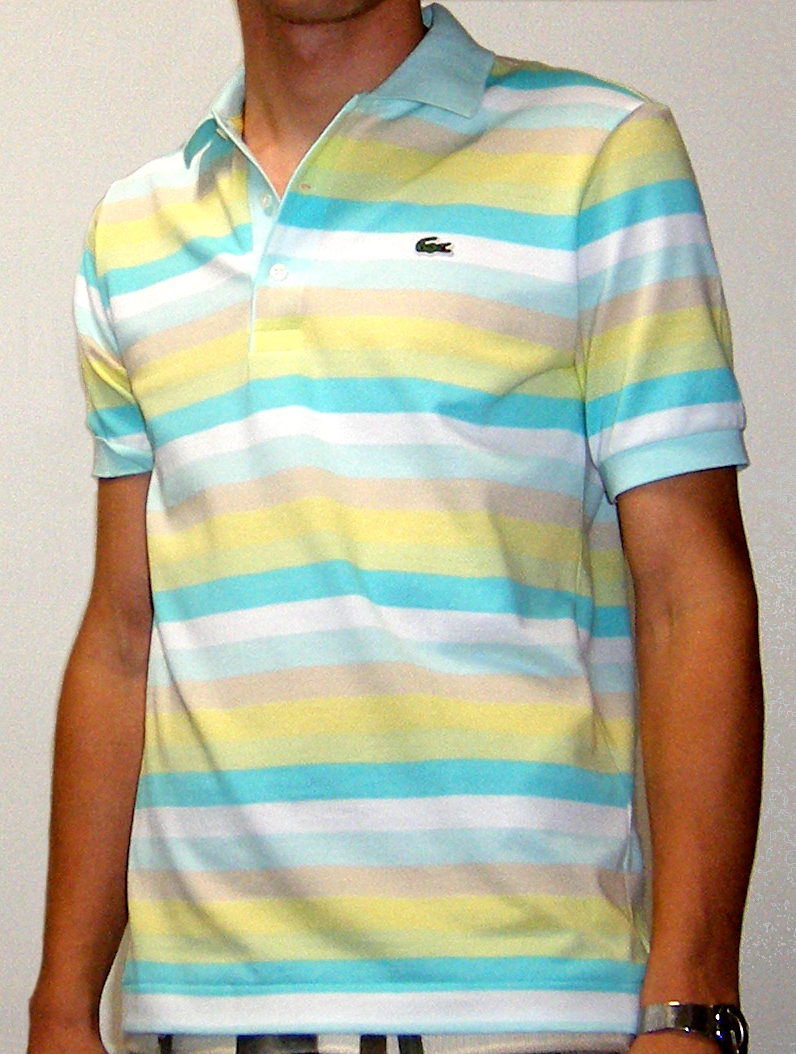
拉科斯特牌的網球衫

後來拉尔夫·劳伦（Ralph Lauren）推出的款式大受歡迎，其拉尔夫·劳伦马球成為招牌，引介此衣型到馬球界，才因此叫称作「Polo shirt」。
20世紀後半，推廣到高爾夫球所以也稱為高爾夫球衫。當代也作為休閒服、工作服或制服穿著。“馬球衫”比“網球衫”“高爾夫球衫”常用。

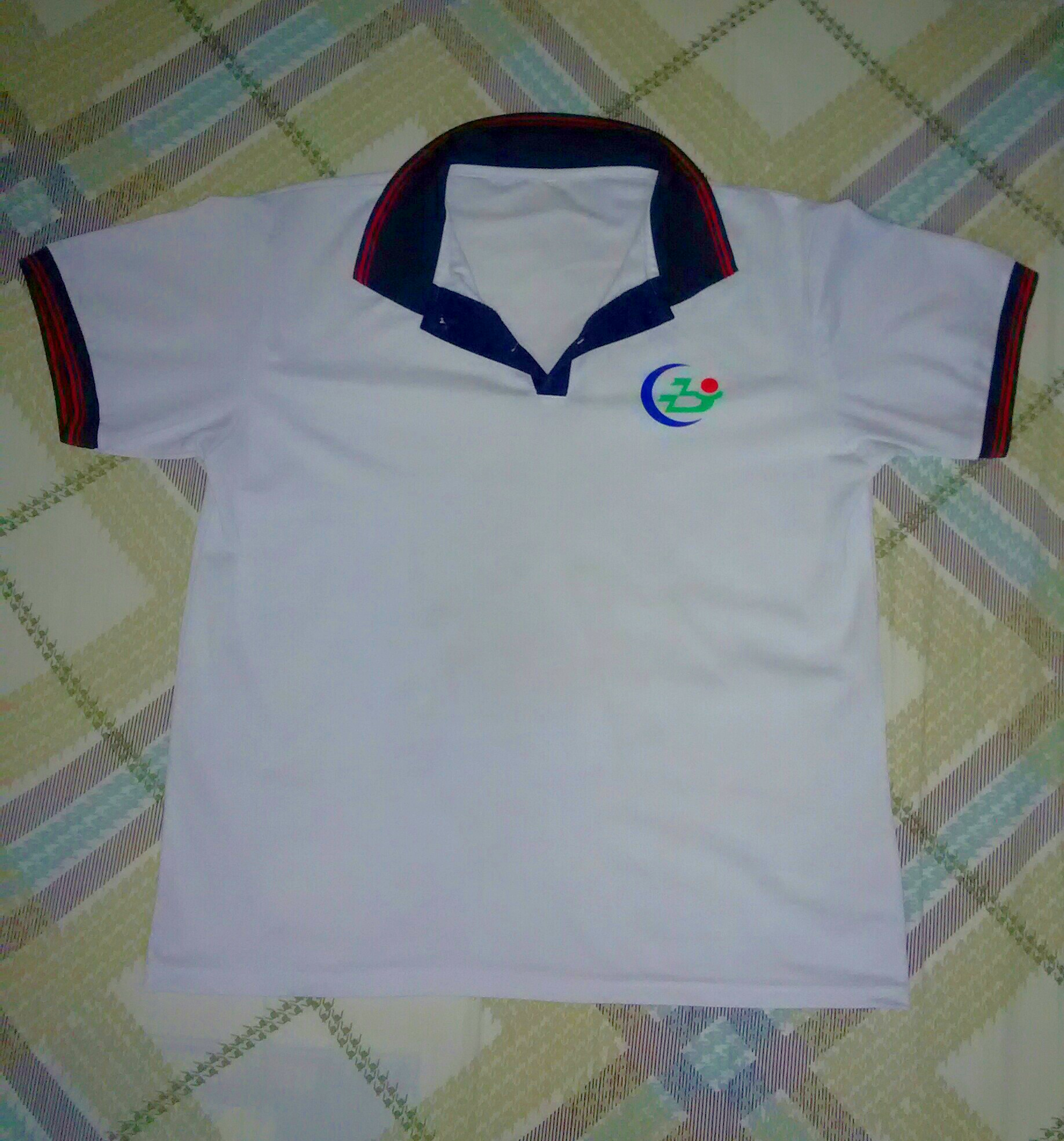
中国大陆学校短袖校服常用polo衫。图示广东省潮州市职业技术学校